# جائزة المجر الكبرى 1989
جائزة المجر الكبرى 1989 هو سباق فورمولا 1 أقيم بتاريخ 13 أغسطس 1989 في حلبة المجر، بودابست. كان العاشر من أصل 16 في بطولة العالم لسباقات الفورمولا واحد موسم 1989. حلّ البريطاني نايجل مانسيل أولا بينما جاء البرازيلي آيرتون سينا في المركز الثاني وحصل على المركز الثالث البلجيكي تييري بوتسين.